# 范忠信
范忠信（1959年出生），湖北英山人，中国法学家、法律史学者，曾任中南财经政法大学教授和博士生导师，并入选「当代中国法学名家」。现任杭州师范大学法学院教授、博士生导师，杭州师范大学法治中国化研究中心主任，并兼任中国法律史学会执行会长等职务。

## 生平
1980年9月~1984年7月，就读于西南政法大学（原西南政法学院）法律系，获法学学士学位；
1984年9月～1987年7月，就读于中国政法大学研究生院，获法学硕士学位；
1987年进入中国社会科学院台湾研究所，任《台湾研究》编辑；
1992年调入苏州大学法学院，1993年晋升副教授。
1995年考入中国人民大学法学院博士班，师从曾宪义教授，1998年获法学博士学位。
1998年10月调入中南政法学院，同年晋升为教授，并任法学研究所所长。
2000年中南财经政法大学成立后，先后任科研处长、台湾研究所所长、法律史研究所所长、法律文化研究院院长。

## 打赌事件
他曾在个人微博上公开打赌预言“2013年里，除了民族区域自治的地方外，其他所有省市会实现县乡级公务员财产公示”，赌输的代价是“罚自己爬行一公里”。由于中国在2013年没有实行公务员财产公示，因此2014年1月他履行诺言，在杭州南湖边爬行了一公里。